# Entelloptera rogenhoferi
Entelloptera rogenhoferi är en bönsyrseart som beskrevs av Henri Saussure 1872. Entelloptera rogenhoferi ingår i släktet Entelloptera och familjen Mantidae.

## Underarter
Arten delas in i följande underarter:
- E. r. maesta
- E. r. rogenhoferi